# Комитет Совета Федерации по бюджету и финансовым рынкам

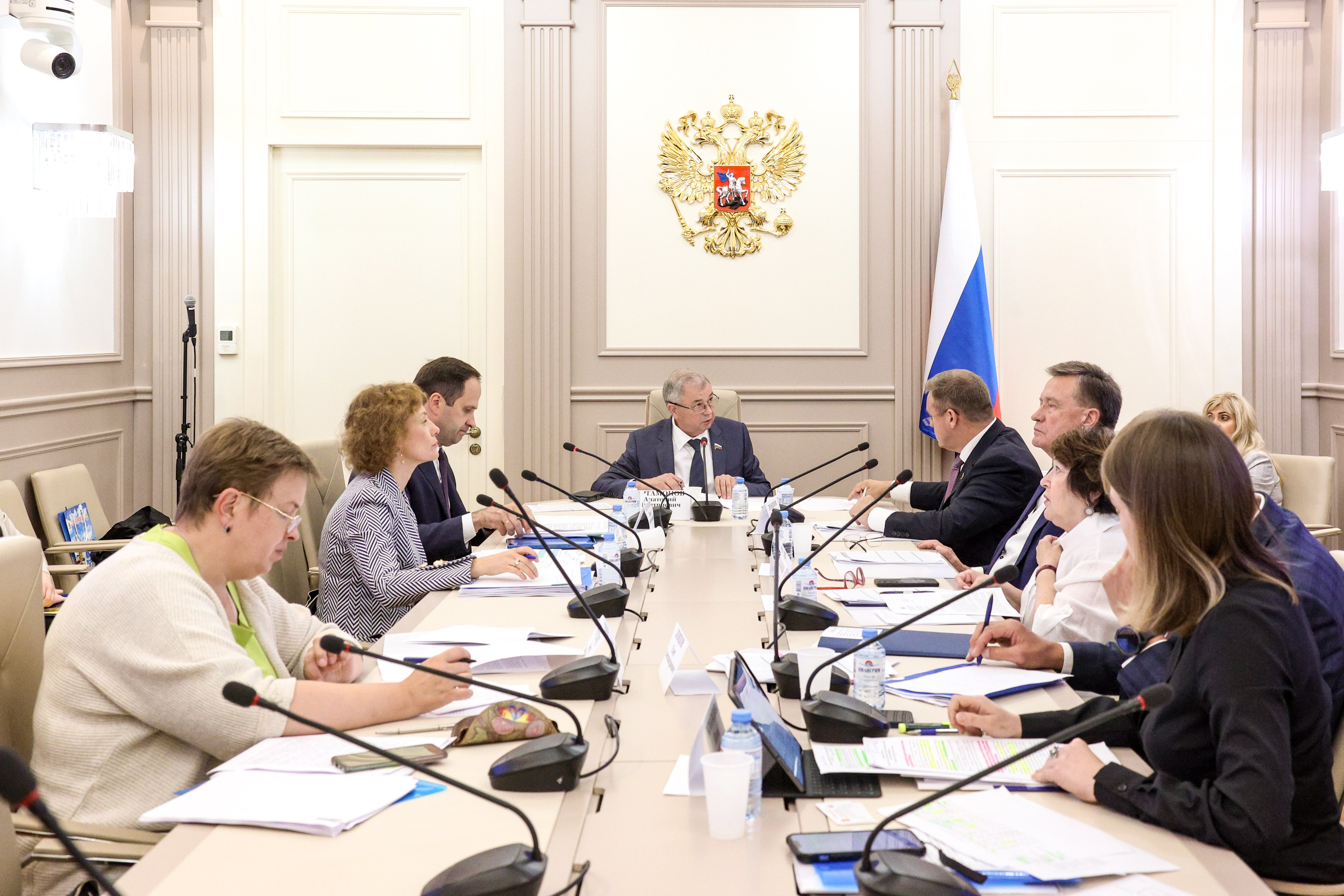
Заседание Комитета под председательством Артамонова А.Д. по вопросу сбалансированности бюджетов субъектов Российской Федерации

Комитет Совета Федерации по бюджету и финансовым рынкам был сформирован 25 ноября 2011 года.
Председатель Комитета — Артамонов Анатолий Дмитриевич. В составе Комитета 15 сенаторов — членов Совета Федерации Федерального собрания Российской Федерации.
С 1 января 2002 года вопросы данного Комитета исполнялись двумя Комитетами: по бюджету и по финансовым рынкам и денежному обращению.

## Состав Комитета
| №  | Сенатор Российской Федерации | ФИО сенатора | Должность в Комитете                                                                                    | Регион, делегировавший сенатора                                  |
| -- | ---------------------------- | --- | --- | ---------------------------------------------------------------- |
| 1  |                              | Артамонов Анатолий Дмитриевич (утверждён 20 февраля 2020 года, № 72-СФ)                                                            | Председатель Комитета                                                                                   | Сенатор РФ от исполнительной власти Калужской области            |
| 2  |                              | Ульбашев Мухарбий Магомедович (введён в Комитет на основании пункта 3 Постановления СФ от 25 сентября 2024 года, № 391-СФ          | Первый заместитель председателя Комитета                                                                | Сенатор РФ от Парламента Кабардино-Балкарской Республики         |
| 3  |                              | Шендерюк-Жидков Александр Владимирович (введён в Комитет на основании пункта 3 Постановления СФ от 25 сентября 2024 года, № 391-СФ | Первый заместитель председателя Комитета                                                                | Сенатор РФ от исполнительной власти Калининградской области      |
| 4  |                              | Рябухин Сергей Николаевич (введён в состав Комитета Постановлением СФ от 25 сентября 2023 года, №552-СФ)                           | Первый заместитель председателя Комитета Уполномоченный представитель Совета Федерации в Счётной палате | Сенатор РФ от Законодательного собрания Ульяновской области      |
| 5  |                              | Епишин Андрей Николаевич | Заместитель председателя Комитета                                                                       | Сенатор РФ от Законодательного собрания Тверской области         |
| 6  |                              | Горицкий Дмитрий Юрьевич | Член Комитета                                                                                           | Сенатор РФ от Тюменской областной Думы                           |
| 7  |                              | Деньгин Вадим Евгеньевич. | Член Комитета                                                                                           | Сенатор РФ от исполнительной власти Брянской области             |
| 8  |                              | Дягилева Елена Васильевна (введёна в Комитет на основании пункта 3 Постановления СФ от 9 октября 2024 года, № 397-СФ               | Член Комитета                                                                                           | Сенатор РФ от исполнительной власти Мурманской области           |
| 9  |                              | Журавлёв Николай Андреевич | Вице-спикер Совета Федерации России                                                                     | Сенатор РФ от исполнительной власти Костромской области          |
| 10 |                              | Иконников Василий Николаевич | Член Комитета                                                                                           | Сенатор РФ от Орловского областного Совета народных депутатов    |
| 11 |                              | Илезов Михаил Бангирович (введён в Комитет на основании пункта 3 Постановления СФ от 25 сентября 2024 года, № 391-СФ               | Член Комитета                                                                                           | Сенатор РФ от исполнительной власти Республики Ингушетия         |
| 12 |                              | Киселёв Владимир Николаевич(введён в состав Комитета Постановлением СФ от 25 сентября 2023 года, №552-СФ)                          | Член Комитета                                                                                           | Сенатор РФ от Законодательного собрания Владимирской области     |
| 13 |                              | Салпагаров Ахмат Анзорович (введен в Комитет на основании пункта 3 Постановления СФ от 25 сентября 2024 года, № 391-СФ)            | Член Комитета                                                                                           | Сенатор РФ от Народного собрания Карачаево-Черкесской Республики |
| 14 |                              | Сидухина Марина Геннадьевна (введена в Комитет на основании пункта 3 Постановления СФ от 25 сентября 2024 года, № 391-СФ           | Член Комитета                                                                                           | Сенатор РФ от исполнительной власти Самарской области            |
| 15 |                              | Уваркина Евгения Юрьевна (введена в Комитет на основании пункта 3 Постановления СФ от 25 сентября 2024 года, № 391-СФ              | Член Комитета                                                                                           | Сенатор РФ от исполнительной власти Липецкой области             |

## Вопросы Комитета
К вопросам ведения Комитета по бюджету и финансовым рынкам относятся:
1) бюджетная политика и бюджетное регулирование;
2) формирование и исполнение федерального бюджета, бюджетное устройство и организация исполнения бюджетов, бюджетная классификация;
3) взаимоотношения федерального бюджета с бюджетами субъектов Российской Федерации и местными бюджетами, финансовое обеспечение расходных обязательств бюджетов бюджетной системы Российской Федерации и предоставление межбюджетных трансфертов;
4) обобщение предложений комитетов Совета Федерации по проектам нормативных правовых актов Правительства Российской Федерации, устанавливающих правила предоставления межбюджетных трансфертов из федерального бюджета бюджетам субъектов Российской Федерации, распределение которых между бюджетами субъектов Российской Федерации не утверждено федеральным законом о федеральном бюджете, и направление соответствующего решения в Правительство Российской Федерации;
5) финансирование государственных и муниципальных заданий;
6) закупки товаров, работ, услуг для обеспечения государственных и муниципальных нужд, закупки товаров, работ, услуг отдельными видами юридических лиц;
7) финансирование, реализация государственных программ Российской Федерации, федеральных, региональных и муниципальных целевых и инвестиционных программ;
8) государственный и муниципальный долг, дефицит федерального бюджета и других бюджетов, формирование источников их финансирования;
9) государственный финансовый контроль и финансовый мониторинг;
10) формирование и исполнение бюджетов государственных внебюджетных и бюджетных фондов;
11) налоговая политика, налоговое регулирование и налоговое администрирование;
12) система налогов и сборов в Российской Федерации;
13) ратификация и денонсация международных договоров Российской Федерации об избежании двойного налогообложения;
14) формирование и использование нефтегазовых доходов, Резервный фонд и Фонд национального благосостояния;
15) таможенное регулирование;
16) денежно-кредитная политика;
17) бухгалтерский учёт, аудит и финансовая отчетность;
18) производство, хранение и обращение драгоценных металлов и драгоценных камней;
19) деятельность Центрального банка Российской Федерации, кредитных организаций, банковских групп и некредитных организаций;
20) система платежей и расчетов;
21) рынок ценных бумаг;
22) инвестиционные фонды и негосударственные пенсионные фонды;
23) валютное регулирование и валютный контроль;
24) страхование, ипотечное кредитование и лизинг;
25) организация и деятельность контрольно-счетных органов;
26) взаимодействие со Счетной палатой Российской Федерации;
27) обеспечение рассмотрения на заседании Совета Федерации отчета о работе Счетной палаты Российской Федерации;
28) обобщение предложений комитетов Совета Федерации по темам контрольных и экспертно-аналитических мероприятий для включения в годовой план работы Счетной палаты Российской Федерации;
29) подготовка проектов постановлений Совета Федерации о поручениях Счетной палате Российской Федерации;
30) участие Российской Федерации в деятельности международных финансовых организаций;
31) предварительное обсуждение и внесение на рассмотрение Совета Федерации кандидатур для назначения на должности членов Национального финансового совета, представляющих Совет Федерации;
32) предварительное обсуждение и внесение на рассмотрение Совета палаты, Совета Федерации кандидатур для назначения на должность Председателя Счетной палаты Российской Федерации, аудитора Счетной палаты Российской Федерации;
33) регулирование производства и оборота этилового спирта, алкогольной и спиртосодержащей продукции.